# Ulachan-Vava
Ulachan-Vava (rusky Улахан-Вава) je řeka v Jakutské republice v Rusku. Je 374 km dlouhá. Povodí má rozlohu 12 500 km².

## Průběh toku
Teče přes Středosibiřskou vrchovinu. Ústí zprava do Viljuje (povodí Leny).

## Vodní režim
Zdrojem vody jsou sněhové a dešťové srážky. Průměrný průtok vody činí 62 m³/s. Zamrzá v říjnu a rozmrzá v květnu až na začátku června.